# Euryglossa trichoda
Euryglossa trichoda là một loài Hymenoptera trong họ Colletidae. Loài này được Exley mô tả khoa học năm 1976.